# 青木酒造

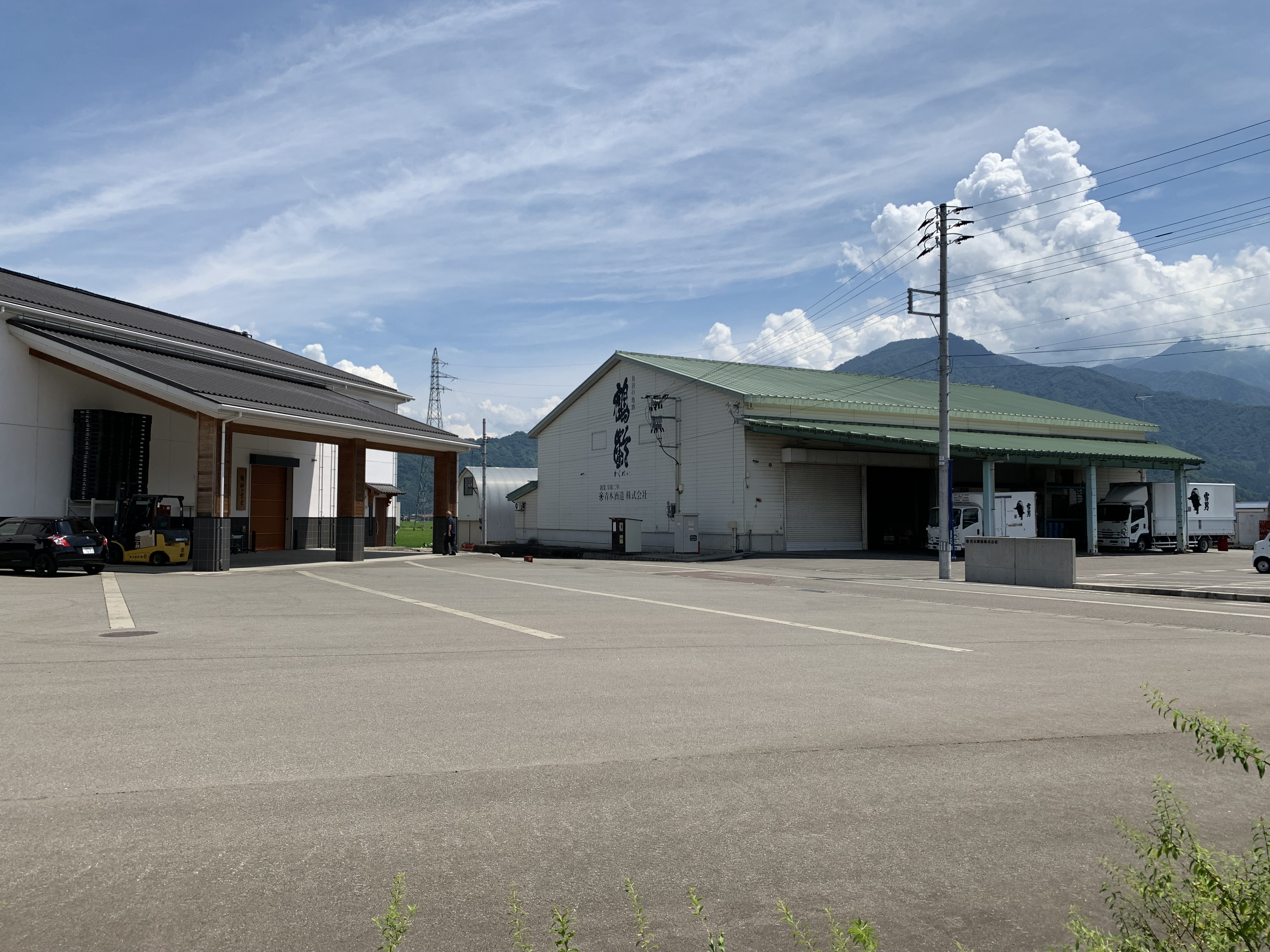
雪室貯蔵庫（左）と卸売部（右）

青木酒造株式会社（あおきしゅぞう、英文名称 : AOKISHUZO The Sake Brewery Co.,LTD）は、新潟県南魚沼市塩沢に本社を置く酒造メーカー（酒蔵）。
創業は1717年（享保2年）であり、南魚沼地域で最も古い歴史を有する。酒蔵は三国街道の塩沢宿牧之通りに位置する。
代表銘柄は「鶴齢」であり、『北越雪譜』の著者鈴木牧之が命名した。次男である鈴木弥八が7代目として平野屋（現・青木酒造）を継いでいる。現在の当主は12代目であり、約3000石の日本酒を生産している。巻機山の伏流水、南魚沼地域産の米を用いている。

## 銘柄
- 鶴齢
- 牧之
- 雪男
- 巻機山
- 雪譜
- 鶴齢の梅酒
- 平野屋
- 源左衛門

## 契約農園
- 酒米（越淡麗）
  - 我寺きみざわ農園（南魚沼市君沢）